# Kazimierz Ludwik Bieliński
Kazimierz Ludwik Bieliński herbu Junosza (zm. 24 marca 1713 w Warszawie) – marszałek wielki koronny w latach 1702-1713, marszałek nadworny koronny w 1702 roku, podkomorzy nadworny koronny w latach 1688–1702, marszałek sejmu, dyplomata, starosta mławski, czerski, garwoliński, osiecki, starosta makowski w 1703 roku.
W 1682 ożenił się z Ludwiką Marią, córką Andrzeja Morsztyna, przez co związał się z partią profrancuską. Jego synem był m.in. Franciszek Bieliński, marszałek wielki koronny.
Poseł sejmiku zakroczymskiego na sejm 1683 roku, sejm 1688 roku, sejm 1690 roku, sejm zwyczajny 1692/1693 roku, poseł sejmiku czerskiego na sejm nadzwyczajny 1693, sejm 1695 roku, poseł na sejm nadzwyczajny 1688/1689 roku. W 1688 podpisał w Berlinie traktat o przysłanie posiłków brandenburskich do Polski, będącej w stanie wojny z Turcją. Poseł sejmiku ziemi warszawskiej na sejm konwokacyjny 1696 roku. Po zerwanym sejmie konwokacyjnym 1696 roku przystąpił 28 września 1696 roku do konfederacji generalnej. W czasie bezkrólewia został marszałkiem sejmu elekcyjnego 1697, popierając do korony polskiej kandydaturę księcia Conti. Dopiero w 1699 wydał Augustowi II dyplom jego elekcji. 
Poseł na sejm 1701 roku i sejm z limity 1701-1702 roku. W 1702 został marszałkiem nadwornym koronnym, a później wielkim koronnym. Prowadził wystawny dwór w Otwocku Wielkim, gdzie często bywający król, stał się kochankiem jego córki Marianny. Wkrótce jednak wydał ją za mąż za Bogusława Ernesta Denhoffa. 
W czasie wojny północnej w latach 1704–1712 przebywał w Gdańsku, nie angażując się formalnie po żadnej ze stron konfliktu. Był członkiem konfederacji sandomierskiej 1704 roku. Był uczestnikiem Walnej Rady Warszawskiej 1710 roku.
W małżeństwie z Ludwiką Morsztyn został ojcem:
- Jana Bielińskiego,
- Franciszka Bielińskiego,
- Michała Bielińskiego,
- Katarzyny Bielińskiej, primo voto Potockiej, secundo voto de Besenval,
- Urszuli Bielińskiej, żony Antoniego Czermińskiego,
- Teresy Bielińskiej, żony Bogusława Łubieńskiego,
- Marii Anny Bielińskiej, primo voto Denhoffowej, secundo voto Lubomirskiej

## Odznaczenia
- Order Orła Białego[10].